# Асперг
Асперг (њем. Asperg) град је у њемачкој савезној држави Баден-Виртемберг. Једно је од 39 општинских средишта округа Лудвигсбург. Према процјени из 2010. у граду је живјело 13.037 становника. Посједује регионалну шифру (AGS) 8118003.

## Географски и демографски подаци
Асперг се налази у савезној држави Баден-Виртемберг у округу Лудвигсбург. Град се налази на надморској висини од 270 метара. Површина општине износи 5,8 km². У самом граду је, према процјени из 2010. године, живјело 13.037 становника. Просјечна густина становништва износи 2.248 становника/km².